# Nothin' but a Good Time
Singles de Poison
Rock and Roll All Nite
(1987) Fallen Angel
(1988)
Nothin' but a Good Time est une chanson du groupe de glam metal Poison. Il s'agit du premier single extrait de l'album Open Up and Say... Ahh!.
Le single s'est classé  à la 6e position au Billboard Hot 100 la semaine du 9 juillet 1988 et à la 19e au classement Mainstream Rock Tracks chart la semaine du 25 juin 1988. Le single s'est également classé en Australie, atteignant la 10e place et au Royaume-Uni, à la 35e position.

## Apparences dans les autres médias
- La chanson figure dans les jeux vidéo Guitar Hero: Rocks the 80s (titrée par erreur Ain't Nothin' But A Good Time), Guitar Hero: Smash Hits et dans Rock Band en tant que contenu téléchargeable. Le titre est également disponible dans Rocksmith 2014 avec les parties de guitare et basse disposant d'authentiques tonalités.
- Au cinéma, la chanson est utilisée pour les bandes-sons des films Grind, Harold et Kumar s'évadent de Guantanamo, Friday Night Lights et Mr. et Mrs. Smith (album).
- Dans le sport, la chanson est jouée après chaque victoire de Capitals de Washington à domicile[8].
- La chanson est utilisée dans les Simpson, dans l'épisode Marge Folies, Otto engage un groupe appelé Cyanide pour jouer Nothin' but a Good Time à son mariage[9].
- La chanson est utilisée dans les bandes-annonces des films Zack et Miri font un porno et Balles de feu, et dans le teaser du film Copains pour toujours 2.
- La chanson est utilisée dans la série Cobra Kai.
- Elle a été reprise par les actrices Camila Mendes, Erinn Westbrook Lili Reinhart, Madelaine Petsch et Mädchen Amick dans un épisode de la cinquième saison de la série télévisée Riverdale, diffusé en 2021.